# A Német Birodalom ászpilótái
Ez a cikk tartalmazza a Német Birodalom ászpilótáinak listáját, akik az első világháború során. A világháború kezdetén a repülőgépeket elsősorban felderítésre használták, az ellenséges repülők elleni harc csak később jelent meg a feladatuk között, ezért a légiharcban elért győzelmek számolása csak később nyert jelentőséget.
A Német Birodalomban az Überkanone (nagyágyú) megnevezést általában azokra a pilótákra alkalmazták, akik 10 vagy ennél több légi győzelmet arattak. A legeredményesebb német pilóta Manfred von Richthofen báró volt, aki 80 igazolt légi győzelmet aratott.

## A német ászpilóták
| Név                                | Elért légi győzelem | Rang                   | Fénykép |
| ---------------------------------- | ------------------- | ---------------------- | ------- |
| Manfred von Richthofen             | 80                  | Rittmeister            |         |
| Ernst Udet                         | 62                  | Oberleutnant           |         |
| Erich Löwenhardt                   | 54                  | Oberleutnant           |         |
| Josef Jacobs                       | 48                  | Leutnant               |         |
| Werner Voss                        | 48                  | Leutnant               |         |
| Fritz Rumey                        | 45                  | Leutnant               |         |
| Rudolph Berthold                   | 44                  | Hauptmann              |         |
| Bruno Loerzer                      | 44                  | Hauptmann              |         |
| Paul Bäumer                        | 43                  | Leutnant               |         |
| Oswald Boelcke                     | 40?                 | Hauptmann              |         |
| Franz Büchner                      | 40                  | Leutnant               |         |
| Lothar von Richthofen              | 40                  | Oberleutnant           |         |
| Heinrich Gontermann                | 39                  | Leutnant               |         |
| Carl Menckhoff                     | 39                  | Oberleutnant           |         |
| Karl Bolle                         | 36                  | Rittmeister            |         |
| Julius Buckler                     | 36                  | Leutnant               |         |
| Max Ritter von Müller              | 36                  | Leutnant               |         |
| Gustav Dörr                        | 35                  | Leutnant               |         |
| Otto Könnecke                      | 35                  | Leutnant               |         |
| Eduard Ritter von Schleich         | 35                  | Hauptmann              |         |
| Emil Thuy                          | 35                  | Leutnant               |         |
| Josef Veltlejns                    | 35                  | Leutnant               |         |
| Heinrich Bognartz                  | 33                  | Leutnant               |         |
| Heinrich Kroll                     | 33                  | Oberleutnant           |         |
| Kurt Wolff                         | 33                  | Oberleutnant           |         |
| Hermann Fromherz                   | 32                  | Leutnant               |         |
| Theodor Osterkamp                  | 32                  | Oberleutnant zur See   |         |
| Paul Billik                        | 31                  | Leutnant               |         |
| Gotthard Sachsenberg               | 31                  | Oberleutnant zur See   |         |
| Karl Almmenröder                   | 30                  | Leutnant               |         |
| Carl Degelow                       | 30                  | Leutnant               |         |
| Josef Mai                          | 30                  | Leutnant               |         |
| Ulrich Neckel                      | 30                  | Leutnant               |         |
| Karl Emil Schäfer                  | 30                  | Leutnant               |         |
| Harald Auffhart                    | 29                  | Oberleutnant           |         |
| Walter Blume                       | 28                  | Leutnant               |         |
| Walter von Buelow-Bothkamp         | 28                  | Leutnant               |         |
| Robert von Greim                   | 28                  | Oberleutnant           |         |
| Arthur Laumann                     | 28                  | Leutnant               |         |
| Friedrich Ritter von Röth          | 28                  | Oberleutnant           |         |
| Otto Bernert                       | 27                  | Oberleutnant           |         |
| Otto Fruhner                       | 27                  | Leutnant               |         |
| Hans Kirsthsctein                  | 27                  | Leutnant               |         |
| Karl Thom                          | 27                  | Leutnant               |         |
| Adolf Ritter von Tutschek          | 27                  | Hauptmann              |         |
| Kurt Wüsthoff                      | 27                  | Leutnant               |         |
| Oskar Freiherr von Boenigk         | 26                  | Oberleutnant           |         |
| Eduard Ritter von Dostler          | 26                  | Oberleutnant           |         |
| Max Näther                         | 26                  | Leutnant               |         |
| Olivier von Beaulieu-Marconnay     | 25                  | Leutnant               |         |
| Georg von Hantelmann               | 25                  | Leutnant               |         |
| Fritz Pütter                       | 25                  | Leutnant               |         |
| Erwin Böhme                        | 24                  | Oberleutnant           |         |
| Georg Meyer                        | 24                  | Leutnant               |         |
| Hermann Becker                     | 23                  | Leutnant               |         |
| Hermann Göring                     | 22                  | Oberleutnant           |         |
| Hans Klein                         | 22                  | Oberleutnant           |         |
| Hans-Martin Pippart                | 22                  | Leutnant               |         |
| Werner Preuss                      | 22                  | Leutnant               |         |
| Karl Schlegel                      | 22                  | Vizefeldwebel          |         |
| Rudolf Windisch                    | 22                  | Leutnant               |         |
| Hans Ritter von Adam               | 21                  | Leutnant               |         |
| Friedrich Altemeir                 | 21                  | Offizierstellvertreter |         |
| Friedrich Friedrichs               | 21                  | Leutnant               |         |
| Fritz Höhn                         | 21                  | Leutnant               |         |
| Friedrich Theodor Nolthenius       | 21                  | Leutnant               |         |
| Hans Berthge                       | 20                  | Oberleutnant           |         |
| Rudolf von Eschwege                | 20                  | Leutnant               |         |
| Willhelm Frankl                    | 20                  | Leutnant               |         |
| Hans von Freden                    | 20                  | Leutnant               |         |
| Walter Göttsch                     | 20                  | Leutnant               |         |
| Oskar Hennrich                     | 20                  | Vizefeldwebel          |         |
| Otto Kissenberth                   | 20                  | Oberleutnant           |         |
| Wilhelm Reinhard                   | 20                  | Hauptmann              |         |
| Otto Schmidt                       | 20                  | Oberleutnant           |         |
| Christian Donhauser                | 19                  | Leutnant               |         |
| Gerhard Fieseler                   | 19                  | Leutnant               |         |
| Kurt Wintgens                      | 19                  | Leutnant               |         |
| Hartmuth Baldamus                  | 18                  | Leutnant               |         |
| Franz Hemer                        | 18                  | Leutnant               |         |
| Emil Schäpe                        | 18                  | Vizefeldwebel          |         |
| Alexander Zenzes                   | 18                  | Vizeflugmeister        |         |
| Fritz Beckhardt                    | 18                  | Vizefeldwebel          |         |
| Hans Böhning                       | 17                  | Leutnant               |         |
| Walter Böhing                      | 17                  | Leutnant               |         |
| Ernst Hess                         | 17                  | Leutnant               |         |
| Max Immelmann                      | 17                  | Oberleutnant           |         |
| Rudolf Klimke                      | 17                  | Leutnant               |         |
| Karl Plauth                        | 17                  | Leutnant               |         |
| Franz Ray                          | 17                  | Leutnant               |         |
| Hans Joachim Rolfes                | 17                  | Leutnant               |         |
| Josef Schwendemann                 | 17                  | Vizefeldwebel          |         |
| Ernst Bormann                      | 17                  | Leutnant               |         |
| Ludwig Hanstein                    | 16                  | Leutnant               |         |
| Johannes Klein                     | 16                  | Leutnant               |         |
| Karl Odebrett                      | 16                  | Leutnant               |         |
| Wilhelm Anton Seitz                | 16                  | Leutnant               |         |
| Hans Weiss                         | 16                  | Leutnant               |         |
| Karl Bohnenkamp                    | 15                  | Vizefeldwebel          |         |
| Albert Dossenbach                  | 15                  | Leutnant               | 40px    |
| Rudolf Fancke                      | 15                  | Leutnant               |         |
| Albert Hausmann                    | 15                  | Vizefeldwebel          |         |
| Alois Heldmann                     | 15                  | Leutnant               |         |
| Otto Löffler                       | 15                  | Leutnant               |         |
| Hans-Georg von der Marvitz         | 15                  | Oberleutnant           |         |
| Edmund Nathanhael                  | 15                  | Offizierstellvertreter |         |
| Wilhelm Neuenhofen                 | 15                  | Leutnant               |         |
| Viktor von Peressentin von Rautter | 15                  | Leutnant               |         |
| Theodor Quandt                     | 15                  | Leutnant               |         |
| Julius Schmidt                     | 15                  | Leutnant               |         |
| Kurt Schneider                     | 15                  | Leutnant               |         |
| Paul Strähle                       | 15                  | Leutnant               |         |
| Reinhold Jörke                     | 14                  | Offizierstellvertreter |         |
| Franz Piechulek                    | 14                  | Leutnant               |         |
| Georg Schlenker                    | 14                  | Leutnant               |         |
| Rudolff Wendelmuth                 | 14                  | Leutnant               |         |
| Hans-Joachim Buddecke              | 13                  | Hauptmann              |         |
| Sigfried Brünner                   | 13                  | Leutnant               |         |
| Friedrich Christiansen             | 13                  | Oberleutnant zur See   |         |
| Dieter Collin                      | 13                  | Leutnant               |         |
| Heinrich Geigl                     | 13                  | Leutnant               |         |
| Robert Heibert                     | 13                  | Offizierstellvertreter |         |
| Johannes Janzen                    | 13                  | Leutnant               |         |
| Christian Mestch                   | 13                  | Vizefeldwebel          |         |
| Otto Rosenfeld                     | 13                  | Vizefeldwebel          |         |
| Kurt Schönfelder                   | 13                  | Oberflugmeister        |         |
| Erich Rüdigel von Wedel            | 13                  | Oberleutnant           |         |
| Erich Buder                        | 12                  | Vizefeldwebel          |         |
| Theodor Cammann                    | 12                  | Oberleutnant           |         |
| Gottfried Ehmann                   | 12                  | Vizefeldwebel          |         |
| Otto Esswein                       | 12                  | Offizierstellvertreter |         |
| Sebastian Festner                  | 12                  | Vizefeldwebel          |         |